# Martin Schalling der Ältere
Martin Schalling der Ältere (* vermutlich in Durbach; † 27. Februar 1552 in Straßburg) war reformierter Theologe und Reformator.

## Leben
Geboren wurde Martin Schalling vermutlich in Durbach bei Offenburg und studierte vermutlich ab 1513 in Heidelberg. Nach seiner Priesterweihe übernahm er eine Stelle in Breisach, die er jedoch 1523 wegen des Widerstands der Altgläubigen aufgab. Er zog als Kaplan des evangelisch predigenden Pfarrers Paul Phrygio nach Schlettstadt und zwei Jahre später nach Weingarten (bei Offenburg), wo er zehn Jahre lang predigte. Schalling stand 1535 in brieflichem Kontakt mit Martin Luther über die Bedeutung des Abendmahls und mit Philipp Melanchthon über die Eintracht in der Kirche. Als Freund Martin Bucers kam er nach Straßburg. Ab 1537 übernahm er das Amt eines Diakons an der Kirche Jung St. Peter in Straßburg, an der der bedeutende Reformator Wolfgang Capito als erster evangelischer Prediger wirkte. Graf Wilhelm von Fürstenberg berief ihn 1541 nach Wolfach. Jährlich visitierte er die Gemeinden der fürstenbergischen Herrschaft Kinzigtal zusammen mit Kaspar Hedio, der ihn dem Grafen empfohlen hatte. 
Da er auf Lebenszeit angestellt war, konnte er auch nach dem Augsburger Interim dort bleiben, zog es aber 1548 vor, nach Straßburg zurückzugehen. Von dort aus führte er die Reformation in Weitersweiler durch. Für seinen Sohn Martin Schalling den Jüngeren schrieb er auf Bucers Veranlassung 1550 die Schrift „De corpore et sanguine Christi in Eucharistia institutio“, die dieser nach 25 Jahren in Wittenberg 1576 veröffentlichte.